# Breira
Breira (en lenguas bereberes: Ibriren, ⵉⴱⵔⵉⵔⵏ) es un municipio (baladiyah) de la provincia o valiato de Chlef en Argelia. En abril de 2008 tenía una población censada de 13 200 habitantes.
Se encuentra ubicado al norte del país, junto a la costa del mar Mediterráneo, cerca del río Cheliff y a unos 200 km al oeste de Argel.